# 飯店 (地名)
飯店，是臺灣臺南市鹽水區的一個傳統地域名稱，位於該區西南端。相較於今日行政區，其範圍大致為三和里不含東北部及東南部凸出部分。
本地區境內主要聚落有飯店、蔴油仔藔、竹圍仔。

## 歷史
台灣日治初期，飯店地區為一街庄（舊制街庄），稱為「飯店庄」，隸屬於鹽水港堡。該庄昔日北邊西段與溪洲仔藔庄為鄰，北邊東段及東邊與田藔庄為鄰，南邊東段隔急水溪分流與學甲藔庄為界，南邊西段隔同一分流及其主流與宅仔港庄為界，西邊為學甲庄。
1901年（日治明治三十四年）11月11日，全台廢縣廳改設二十廳，該庄隸屬於鹽水港廳。1904年（明治三十七年）4月1日，該庄編入「舊營區」，隸屬於鹽水港廳。1906年（明治三十九年）4月1日，鹽水港廳內管轄區域調整，該庄仍隸屬於「舊營區」。1909年（明治四十二年）10月25日，全台合併二十廳為十二廳，舊營區改隸屬於嘉義廳。1920年（大正九年）10月1日，全台地方制度大改正，廢十二廳改設五州二廳，該庄改制為「飯店」大字，隸屬於臺南州新營郡鹽水街（新制街庄）。
戰後鹽水街改制為鹽水鎮，隸屬於臺南縣，大字亦改制為里。1950年10月25日，雲、嘉、南分治，鹽水鎮仍隸屬於臺南縣。2010年12月25日，臺南縣、市合併為直轄臺南市，鹽水鎮改制為鹽水區。

## 聚落
本地區發展較早的聚落有飯店、蔴油仔藔等，在日治期初期的官方地圖上已有記載。此外，本地區尚有竹圍仔聚落。

## 交通
省道台19線又稱「中央公路」，是彰化至永康的幹道，經過本地區飯店、蔴油仔藔等聚落。由該道路北行可前往鹽水區鹽水市區、嘉義縣義竹鄉、朴子市、六腳鄉等地，南行可前往學甲區、佳里區、西港區、安定區等地。
區道南2線是雙春至田寮的道路，其東側端點（終點）位於本地區東部南側邊界地帶的省道台19線路口（田寮聚落西南郊），經過本地區東北端。
區道南13線是頂洲至宅港的道路，其南側端點（終點）位於本地區南部邊界地帶的省道台19線路口（宅仔港聚落東北郊），向北北西經過本地區中西部。
區道南14線是頂洲至新芳的道路，經過本地區西北角。